# فتاتان تغزلان عند البوابة
فتاتان تغزلان عند البوابة (بالرومانية: Fete lucrând la poartă) لوحة للفنان الروماني نيكولاي غريغوريسكو، من الفترة 1885-1890.

## الوصف
أبعاد اللوحة 42.5 × 62.5 سنتميترات. اللوحة ملك للمتحف الروماني الوطني للفنون في بوخارست.

## تحليل
تبيّن الصورة فتاتين بالأزياء الشعبية تجلسان على مقعد بالقرب من بوابة في سياج خشبي، وتغزلان، في حين يبيّن الضوء المناظر الطبيعية المحيطة بهما في مقدمة اللوحة.